# Mary Willumsen
Pour les articles homonymes, voir Willumsen.
Mary Willumsen (Frederiksberg, 13 juillet 1884 – idem, 25 octobre 1961) est une photographe danoise.

## Biographie
D'origine très modeste, Mary Birgitte Cecilie Magdalene Willumsen se met à vendre des cartes postales, photographies érotiques, dès 1916, prises dans l'établissement Helgoland beach de Copenhague. Elle est contrainte d'arrêter son travail d'artiste à la suite d'ennuis avec la police.

## Sources
- (en) Cet article est partiellement ou en totalité issu de l’article de Wikipédia en anglais intitulé « Mary Willumsen » (voir la liste des auteurs).